# Arthur Penn
Arthur Hiller Penn (Filadelfia, 27 settembre 1922 – New York, 28 settembre 2010) è stato un regista e produttore cinematografico statunitense.

## Biografia
Penn nacque e crebbe a Filadelfia, in Pennsylvania, nel 1922 da genitori russi d'origine ebraica aschenazita, un orologiaio ed un'infermiera, nativi entrambi di Novoalexandrovsk (l'odierna Zarasai, in Lituania). Suo fratello maggiore fu il famoso fotografo Irving Penn. Nel 1943, all'età di 19 anni, venne coscritto nell'esercito degli Stati Uniti, nelle file del quale partecipò, come soldato di fanteria, alla controffensiva alleata nelle Ardenne.
Laureatosi, una volta rimpatriato, al Black Mountain College della Carolina del Nord, l'interesse per il teatro, maturato negli anni di guerra, lo spinse a frequentare dopo gli studi l'Actors Studio di Lee Strasberg; i suoi primi passi nel mondo dello spettacolo, infatti, si tengono a Broadway, dove cominciò a farsi un nome con la messa in scena d'alcune opere di gran successo, come le commedie Due sull'altalena (1958) e Anna dei miracoli (1959), di William Gibson, e Toys in the Attic (1960) di Lillian Hellman. Esordì nel cinema con un western fuori dalla norma, Furia selvaggia - Billy Kid (1958), ritratto di fantasia di Billy the Kid; dopo aver diretto altri due film, Mickey One (1965) e La caccia (1966), con Gangster Story (1967), attraverso il racconto burlesco e tragico delle gesta criminali della coppia Bonnie e Clyde, giunse a un'evocazione degli anni trenta che avrebbe fatto scuola e a un discorso sull'America come società della violenza.
Dopo la parentesi di Alice's Restaurant (1969), riprese la stessa tematica in un film western storico-favolistico, Il piccolo grande uomo (1970), polemica e picaresca riabilitazione degli Indiani e della loro cultura, e balletto sarcastico sulla radicata tendenza dei "visi pallidi" al massacro. Nel poliziesco Bersaglio di notte (1975) e nel western Missouri (1976) proseguì nell'opera di smitizzazione dei “generi” hollywoodiani. Tra i film successivi si ricordano Target - Scuola omicidi (1985), Omicidio allo specchio (1987) e Con la morte non si scherza (1989), con protagonista il duo comico Penn & Teller, suo ultimo lavoro per il grande schermo. Nel 2002 tornò alla regia teatrale, raccogliendo un grande successo a Broadway con Fortune's Fool, prima rappresentazione negli Stati Uniti di una commedia di Turgenev.

## Filmografia

### Cinema
- Furia selvaggia - Billy Kid (The Left Handed Gun) (1958)
- Anna dei miracoli (The Miracle Worker) (1962)
- Mickey One (1965)
- La caccia (The Chase) (1966)
- Gangster Story (Bonnie and Clyde) (1967)
- Alice's Restaurant (1969)
- Il piccolo grande uomo (Little Big Man) (1970)
- I più in alto, episodio di Ciò che l'occhio non vede (Visions of Eight) (1973)
- Bersaglio di notte (Night Moves) (1975)
- Missouri (The Missouri Breaks) (1976)
- Gli amici di Georgia (Four Friends) (1981)
- Target - Scuola omicidi (Target) (1985)
- Omicidio allo specchio (Dead of Winter) (1987)
- Con la morte non si scherza (Penn & Teller Get Killed) (1989)
- Lumière and Company (1995) - film collettivo

### Televisione

#### Film TV
- Flesh and Blood (1968)
- Ritratti (The Portrait) (1993)
- Urla dal buio (Inside) (1996)

#### Serie TV
- Gulf Playhouse (1953) – Sette episodi[10]
- Goodyear Television Playhouse (1953-1955) – Sei episodi[11]
- The Philco Television Playhouse (1953-1955) – Undici episodi[12]
- Justice (1954) – Un episodio[13]
- Producers' Showcase (1954-1955) – Due episodi[14]
- Playwrights '56 (1955-1956) – Sette episodi[15]
- Playhouse 90 (1957-1958) – Cinque episodi[16]
- 100 Centre Street (2001) – Un episodio[17]

## Riconoscimenti
- Premio Oscar
  - 1963 – Candidatura per il miglior regista per Anna dei miracoli
  - 1968 – Candidatura per il miglior regista per Gangster Story
  - 1970 – Candidatura per il miglior regista per Alice's Restaurant
- Golden Globe
  - 1968 – Candidatura per il miglior regista per Gangster Story
- BAFTA Awards
  - 1968 – Candidatura per il miglior film internazionale per Gangster Story
- Mostra internazionale d'arte cinematografica di Venezia
  - 1965 – Candidatura al Leone d'oro per Mickey One
- Festival internazionale del cinema di Berlino
  - 2007 – Orso d'oro alla carriera
- Directors Guild of America Award
  - 1963 – Candidatura per il miglior regista cinematografico per Anna dei miracoli
  - 1968 – Candidatura per il miglior regista cinematografico per Gangster Story
- Primetime Emmy Awards
  - 1958 – Candidatura per la migliore regia di uno show o di una serie televisiva della durata minima di un'ora per Playhouse 90 (episodio Miracle Worker)
- Festival internazionale del cinema di San Sebastián
  - 1962 – Premio OCIC per Anna dei miracoli
- New York Film Critics Circle Awards
  - 1967 – Candidatura per il miglior regista per Gangster Story
- Premio Bodil
  - 1968 – Miglior film non europeo per Gangster Story
- Festival internazionale del cinema di Mar del Plata
  - 1968 – Astor d'oro al miglior film per Gangster Story
  - 1968 – Gran premio della critica per il miglior film per Gangster Story
- Kinema Junpo Awards
  - 1969 – Miglior film straniero per Gangster Story
  - 1969 – Miglior regista di un film straniero per Gangster Story
- Writers Guild of America Award
  - 1970 – Candidatura per il miglior film drammatico per Alice's Restaurant
- Laurel Awards
  - 1970 – Candidatura per il miglior regista
  - 1971 – Candidatura per il miglior regista
- Festival cinematografico internazionale di Mosca
  - 1971 – Premio FIPRESCI, menzione speciale per Piccolo grande uomo
- San Francisco International Film Festival
  - 1996 – Premio Akira Kurosawa
- Semana Internacional de Cine de Valladolid
  - 1996 – Candidatura alla Espiga de oro per Urla dal buio
- Los Angeles Film Critics Association Awards
  - 2002 – Premio alla carriera